# Seznam brazilskih dramatikov
Seznam brazilskih dramatikov.

## A
- José de Alencar (1829-1877)
- Aluísio Azevedo (1857-1913)
- Artur de Azevedo (1855-1908)
- Alfredo Dias Gomes (1922-1999)

## B
- Augusto Boal (1931–2009) (gledališki teoretik in praktik)

## C
- Pedro de Calasans
- Antônio Callado
- Gero Camilo
- Lúcio Cardoso
- Dan Baron Cohen

## D
- Gonçalves Dias

## F
- Oduvaldo Vianna Filho (1936-1974)

## M
- Maria Clara Machado (1921-2001)
- Plínio Marcos (1935-1999)
- Vinicius de Moraes (1913-1980)